# 1462 Zamenhof
(1462) Zamenhof là một tiểu hành tinh vành đai chính, được phát hiện bởi nhà thiên văn học và vật lý Phần Lan Yrjö Väisälä ngày 6 tháng 2 năm 1938. Nó có đường kính 25.82 km và suất phản chiếu là 0,1268.
Nó được đặt theo tên L. L. Zamenhof, bác sĩ chuyên khoa mắt và người phát minh ra ngôn ngữ nhân tạo Esperanto.